# Número primo largo
En teoría de números, un número primo largo, (o también primo repetitivo completo, o primo propio): 166  en base b, es un número primo impar p tal que el cociente de Fermat
{\displaystyle q_{p}(b)={\frac {b^{p-1}-1}{p}}}
(donde p no divide a b) genera un número cíclico. Por lo tanto, la expansión en base b de {\displaystyle 1/p} repite infinitamente los dígitos del número cíclico correspondiente, al igual que {\displaystyle a/p} con la rotación de los dígitos para cualquier a entre 1 y p − 1. El número cíclico correspondiente al primo p poseerá p − 1 dígitos si y solo si p es un número primo largo. Es decir, el orden multiplicativo ordp b = p − 1, lo que equivale a que b cumpla el ser una raiz
numerica

módulo p.
El término primo largo fue utilizado por John Conway y Richard Guy en su "Libro de los Números". De manera confusa, Sloane de OEIS se refiere a estos números primos como números cíclicos.

## Base 10
Se puede suponer que se trabaja en base 10 si no se especifica la base, en cuyo caso la expansión del número se denomina número decimal periódico. En base 10, si una repetición completa termina en el dígito 1, entonces cada dígito 0, 1, ..., 9 aparece en la repetición el mismo número de veces que los demás dígitos: 166  (para tales números primos en base 10, consúltese (sucesión A073761 en OEIS)). De hecho, en base b, si un primo largo termina en el dígito 1, entonces cada dígito 0, 1, ..., b  − 1 aparece en la repetición el mismo número de veces que los demás dígitos, pero tal número primo no existe cuando b = 12, ya que cada número primo completo en base 12 termina en el dígito 5 o 7 en la misma base. Generalmente, no existe tal número primo cuando b es congruente a 0 o 1 módulo 4.
Los valores de p menores a 1000 para los cuales esta fórmula produce números cíclicos en expresión decimal son:
7, 17, 19, 23, 29, 47, 59, 61, 97, 109, 113, 131, 149, 167, 179, 181, 193, 223, 229, 233, 257, 263, 269, 313, 337, 367, 379, 383, 389, 419, 433, 461, 487, 491, 499, 503, 509, 541, 571, 577, 593, 619, 647, 659, 701, 709, 727, 743, 811, 821, 823, 857, 863, 887, 937, 941, 953, 971, 977, 983, ... (sucesión A001913 en OEIS)
Por ejemplo, el caso b = 10, p = 7 da el número cíclico 142857; por lo tanto, 7 es un número primo largo. Además, 1 dividido por 7 escrito en base 10 es 0.142857 142857 142857 142857...
No todos los valores de p producirán un número cíclico usando esta fórmula; por ejemplo, p = 13 da 076923 076923. Estos casos fallidos siempre contendrán una repetición de dígitos (posiblemente varios) en el transcurso de p − 1 dígitos.
El patrón conocido de esta sucesión viene de la teoría de números algebraicos. Específicamente, esta sucesión es el conjunto de primos p tal que 10 es una raíz primitiva módulo p. La conjetura de Artin sobre raíces primitivas es que esta secuencia contiene el 37.395...% de los números primos.

## Patrones de aparición de números primos largos
Mediante aritmética modular avanzada se puede demostrar que cualquier número primo de las siguientes formas:
1. 40k + 1
2. 40k + 3
3. 40k + 9
4. 40k + 13
5. 40k + 27
6. 40k + 31
7. 40k + 37
8. 40k + 39

nunca puede ser un primo largo en base 10. Los primeros primos de estas formas, con sus periodos, son:
| 40k + 1         | 40k + 3         | 40k + 9         | 40k + 13        | 40k + 27        | 40k + 31        | 40k + 37       | 40k + 39        |
| --------------- | --------------- | --------------- | --------------- | --------------- | --------------- | -------------- | --------------- |
| 41 periodo 5    | 3 periodo 1     | 89 periodo 44   | 13 periodo 6    | 67 periodo 33   | 31 periodo 15   | 37 periodo 3   | 79 periodo 13   |
| 241 periodo 30  | 43 periodo 21   | 409 periodo 204 | 53 periodo 13   | 107 periodo 53  | 71 periodo 35   | 157 periodo 78 | 199 periodo 99  |
| 281 periodo 28  | 83 periodo 41   | 449 periodo 32  | 173 periodo 43  | 227 periodo 113 | 151 periodo 75  | 197 periodo 98 | 239 periodo 7   |
| 401 periodo 200 | 163 periodo 81  | 569 periodo 284 | 293 periodo 146 | 307 periodo 153 | 191 periodo 95  | 277 periodo 69 | 359 periodo 179 |
| 521 periodo 52  | 283 periodo 141 | 769 periodo 192 | 373 periodo 186 | 347 periodo 173 | 271 periodo 5   | 317 periodo 79 | 439 periodo 219 |
| 601 periodo 300 | 443 periodo 221 | 809 periodo 202 | 613 periodo 51  | 467 periodo 233 | 311 periodo 155 | 397 periodo 99 | 479 periodo 239 |

Sin embargo, los estudios muestran que dos tercios de los primos de la forma 40k + n, donde n ∈ {7,  11, 17, 19, 21, 23, 29, 33} son primos largos. Para algunas secuencias, la preponderancia de números primos largos es mucho mayor. Por ejemplo, 285 de los 295 primos de la forma 120k + 23 por debajo de 100000 son números primos largos, siendo 20903 el primero que no lo es.

## Números primos largos binarios
En sistema binario, los primos largos son: (menores que 1000)
3, 5, 11, 13, 19, 29, 37, 53, 59, 61, 67, 83, 101, 107, 131, 139, 149, 163, 173, 179, 181, 197, 211, 227, 269, 293, 317, 347, 349, 373, 379, 389, 419, 421, 443, 461, 467, 491, 509, 523, 541, 547, 557, 563, 587, 613, 619, 653, 659, 661, 677, 701, 709, 757, 773, 787, 797, 821, 827, 829, 853, 859, 877, 883, 907, 941, 947, ... (sucesión A001122 en OEIS)
Para estos números primos, 2 es una raíz primitiva módulo p, por lo que 2n módulo p puede ser cualquier número natural entre 1 y p − 1.
{\displaystyle a(i)=2^{i}{\bmod {p}}{\bmod {2}}.}
Estas secuencias de período p − 1 tienen una función de autocorrelación que tiene un pico negativo de −1 para el desplazamiento de {\displaystyle (p-1)/2}. La aleatoriedad de estas secuencias ha sido examinada mediante los tests diehard.
Todos ellos son de la forma 8k + 3 o 8k + 5, porque si p = 8k + 1 o 8k + 7, entonces 2 es un residuo cuadrático módulo p, por lo que p divide a {\displaystyle 2^{(p-1)/2}-1}, y el periodo de {\displaystyle 1/p} en base 2 debe dividir a {\displaystyle (p-1)/2} y no puede ser p − 1, por lo que no son primos largos en base 2.
Además, todos los primos seguros congruentes con 3 módulo 8 son primos largos en base 2. Por ejemplo, 3, 11, 59, 83, 107, 179, 227, 347, 467, 563, 587, 1019, 1187, 1283, 1307, 1523, 1619, 1907, etc. (menores de 2000).
Las secuencias de primos largos binarios (también llamadas secuencias decimales de longitud máxima) han encontrado aplicaciones en criptografía y código de corrección de errores. En estas aplicaciones, generalmente se utilizan decimales periódicos en base 2, lo que da lugar a secuencias binarias. También se ha analizado la secuencia binaria de longitud máxima para {\displaystyle 1/p} (cuando 2 es una raíz primitiva de p).
La siguiente tabla contiene los períodos (en binario) de los números primos congruentes con 1 o 7 (mod 8): (menores de 1000)
| 8k + 1  | 17  | 41  | 73  | 89  | 97  | 113 | 137 | 193 | 233 | 241 | 257 | 281 | 313 | 337 | 353 | 401  | 409  | 433  | 449  | 457  | 521  | 569  |
| periodo | 8   | 20  | 9   | 11  | 48  | 28  | 68  | 96  | 29  | 24  | 16  | 70  | 156 | 21  | 88  | 200  | 204  | 72   | 224  | 76   | 260  | 284  |
| 8k + 1  | 577 | 593 | 601 | 617 | 641 | 673 | 761 | 769 | 809 | 857 | 881 | 929 | 937 | 953 | 977 | 1009 | 1033 | 1049 | 1097 | 1129 | 1153 | 1193 |
| periodo | 144 | 148 | 25  | 154 | 64  | 48  | 380 | 384 | 404 | 428 | 55  | 464 | 117 | 68  | 488 | 504  | 258  | 262  | 274  | 564  | 288  | 298  |
| 8k + 7  | 7   | 23  | 31  | 47  | 71  | 79  | 103 | 127 | 151 | 167 | 191 | 199 | 223 | 239 | 263 | 271  | 311  | 359  | 367  | 383  | 431  | 439  |
| periodo | 3   | 11  | 5   | 23  | 35  | 39  | 51  | 7   | 15  | 83  | 95  | 99  | 37  | 119 | 131 | 135  | 155  | 179  | 183  | 191  | 43   | 73   |
| 8k + 7  | 463 | 479 | 487 | 503 | 599 | 607 | 631 | 647 | 719 | 727 | 743 | 751 | 823 | 839 | 863 | 887  | 911  | 919  | 967  | 983  | 991  | 1031 |
| periodo | 231 | 239 | 243 | 251 | 299 | 303 | 45  | 323 | 359 | 121 | 371 | 375 | 411 | 419 | 431 | 443  | 91   | 153  | 483  | 491  | 495  | 515  |

Ninguno de ellos es un número primo largo binario.
El periodo binario de cada n-ésimo primo es
2, 4, 3, 10, 12, 8, 18, 11, 28, 5, 36, 20, 14, 23, 52, 58, 60, 66, 35, 9, 39, 82, 11, 48, 100, 51, 106, 36, 28, 7, 130, 68, 138, 148, 15, 52, 162, 83, 172, 178, 180, 95, 96, 196, 99, 210, 37, 226, 76, 29, 119, 24, 50, 16, 131, 268, 135, 92, 70, 94, 292, 102, 155, 156, 316, 30, 21, 346, 348, 88, 179, 183, 372, 378, 191, 388, 44, ... (esta secuencia comienza en n = 2, o primo = 3) (sucesión A014664 en OEIS)
El nivel del período binario de cada n-ésimo primo es
1, 1, 2, 1, 1, 2, 1, 2, 1, 6, 1, 2, 3, 2, 1, 1, 1, 1, 2, 8, 2, 1, 8, 2, 1, 2, 1, 3, 4, 18, 1, 2, 1, 1, 10, 3, 1, 2, 1, 1, 1, 2, 2, 1, 2, 1, 6, 1, 3, 8, 2, 10, 5, 16, 2, 1, 2, 3, 4, 3, 1, 3, 2, 2, 1, 11, 16, 1, 1, 4, 2, 2, 1, 1, 2, 1, 9, 2, 2, 1, 1, 10, 6, 6, 1, 2, 6, 1, 2, 1, 2, 2, 1, 3, 2, 1, 2, 1, 1, ... (sucesión A001917 en OEIS)
Sin embargo, estudios numéricos demuestran que las tres cuartas partes de los números primos de la forma 8k + n, donde n ∈ {3, 5} son números primos largos en base 2 (por ejemplo, hay 87 números primos por debajo de 1000 congruentes con 3 o 5 módulo 8, y 67 de ellos son números primos largos en base 2, lo que supone un total del 77 %). Para algunas secuencias, la preponderancia de números primos largos es mucho mayor. Por ejemplo, 1078 de los 1206 números primos de la forma 24k + 5 por debajo de 100000 son números primos de largos en base 2, siendo 1013 el primero que no lo es en base 2.

## Primos largos den-ésimo nivel
Un primo largo de n-ésimo nivel es un primo p que tiene n ciclos diferentes en expansiones de {\displaystyle {\frac {k}{p}}} (k es un número entero, 1 ≤ k ≤ p−1). En base 10, los números primos largos de nivel n más pequeños son
7, 3, 103, 53, 11, 79, 211, 41, 73, 281, 353, 37, 2393, 449, 3061, 1889, 137, 2467, 16189, 641, 3109, 4973, 11087, 1321, 101, 7151, 7669, 757, 38629, 1231, 49663, 12289, 859, 239, 27581, 9613, 18131, 13757, 33931, 9161, 118901, 6763, 18233, 1409, 88741, 4003, 5171, 19489, 86143, 23201, ... (sucesión A054471 en OEIS)
En base 2, los números primos largos de nivel n más pequeños son
3, 7, 43, 113, 251, 31, 1163, 73, 397, 151, 331, 1753, 4421, 631, 3061, 257, 1429, 127, 6043, 3121, 29611, 1321, 18539, 601, 15451, 14327, 2971, 2857, 72269, 3391, 683, 2593, 17029, 2687, 42701, 11161, 13099, 1103, 71293, 13121, 17467, 2143, 83077, 25609, 5581, 5153, 26227, 2113, 51941, 2351, ... (sucesión A101208 en OEIS)
| n  | Primos largos de n-ésimo nivel (en decimal) | Secuencia OEIS                                         |
| -- | --- | ------------------------------------------------------ |
| 1  | 7, 17, 19, 23, 29, 47, 59, 61, 97, 109, 113, 131, 149, 167, 179, 181, 193, 223, 229, 233, 257, 263, 269, 313, 337, 367, 379, 383, 389, 419, 433, 461, 487, 491, 499, 503, 509, 541, 571, 577, 593, ...                 | (sucesión A001913 en OEIS) ((sucesión A006883 en OEIS) |
| 2  | 3, 13, 31, 43, 67, 71, 83, 89, 107, 151, 157, 163, 191, 197, 199, 227, 283, 293, 307, 311, 347, 359, 373, 401, 409, 431, 439, 443, 467, 479, 523, 557, 563, 569, 587, 599, ...                                         | (sucesión A097443 en OEIS)                             |
| 3  | 103, 127, 139, 331, 349, 421, 457, 463, 607, 661, 673, 691, 739, 829, 967, 1657, 1669, 1699, 1753, 1993, 2011, 2131, 2287, 2647, 2659, 2749, 2953, 3217, 3229, 3583, 3691, 3697, 3739, 3793, 3823, 3931, ...           | (sucesión A055628 en OEIS)                             |
| 4  | 53, 173, 277, 317, 397, 769, 773, 797, 809, 853, 1009, 1013, 1093, 1493, 1613, 1637, 1693, 1721, 2129, 2213, 2333, 2477, 2521, 2557, 2729, 2797, 2837, 3329, 3373, 3517, 3637, 3733, 3797, 3853, 3877, ...             | (sucesión A056157 en OEIS)                             |
| 5  | 11, 251, 1061, 1451, 1901, 1931, 2381, 3181, 3491, 3851, 4621, 4861, 5261, 6101, 6491, 6581, 6781, 7331, 8101, 9941, 10331, 10771, 11251, 11261, 11411, 12301, 14051, 14221, 14411, ...                                | (sucesión A056210 en OEIS)                             |
| 6  | 79, 547, 643, 751, 907, 997, 1201, 1213, 1237, 1249, 1483, 1489, 1627, 1723, 1747, 1831, 1879, 1987, 2053, 2551, 2683, 3049, 3253, 3319, 3613, 3919, 4159, 4507, 4519, 4801, 4813, 4831, 4969, ...                     | (sucesión A056211 en OEIS)                             |
| 7  | 211, 617, 1499, 2087, 2857, 6007, 6469, 7127, 7211, 7589, 9661, 10193, 13259, 13553, 14771, 18047, 18257, 19937, 20903, 21379, 23549, 26153, 27259, 27539, 32299, 33181, 33461, 34847, 35491, 35897, ...               | (sucesión A056212 en OEIS)                             |
| 8  | 41, 241, 1601, 1609, 2441, 2969, 3041, 3449, 3929, 4001, 4409, 5009, 6089, 6521, 6841, 8161, 8329, 8609, 9001, 9041, 9929, 13001, 13241, 14081, 14929, 16001, 16481, 17489, 17881, 18121, 19001, ...                   | (sucesión A056213 en OEIS)                             |
| 9  | 73, 1423, 1459, 2377, 2503, 3457, 7741, 9433, 10891, 10909, 16057, 17299, 17623, 20269, 21313, 22699, 24103, 26263, 28621, 28927, 29629, 30817, 32257, 34273, 34327, ...                                               | (sucesión A056214 en OEIS)                             |
| 10 | 281, 521, 1031, 1951, 2281, 2311, 2591, 3671, 5471, 5711, 6791, 7481, 8111, 8681, 8761, 9281, 9551, 10601, 11321, 12401, 13151, 13591, 14831, 14951, 15671, 16111, 16361, 18671, ...                                   | (sucesión A056215 en OEIS)                             |
| n  | Primos largos de n-ésimo nivel (en binario) | Secuencia OEIS                                         |
| 1  | 3, 5, 11, 13, 19, 29, 37, 53, 59, 61, 67, 83, 101, 107, 131, 139, 149, 163, 173, 179, 181, 197, 211, 227, 269, 293, 317, 347, 349, 373, 379, 389, 419, 421, 443, 461, 467, 491, 509, 523, 541, 547, 557, 563, 587, ... | (sucesión A001122 en OEIS)                             |
| 2  | 7, 17, 23, 41, 47, 71, 79, 97, 103, 137, 167, 191, 193, 199, 239, 263, 271, 311, 313, 359, 367, 383, 401, 409, 449, 463, 479, 487, 503, 521, 569, 599, 607, 647, 719, 743, 751, 761, 769, ...                          | (sucesión A115591 en OEIS)                             |
| 3  | 43, 109, 157, 229, 277, 283, 307, 499, 643, 691, 733, 739, 811, 997, 1021, 1051, 1069, 1093, 1459, 1579, 1597, 1627, 1699, 1723, 1789, 1933, 2179, 2203, 2251, 2341, 2347, 2749, 2917, ...                             | (sucesión A001133 en OEIS)                             |
| 4  | 113, 281, 353, 577, 593, 617, 1033, 1049, 1097, 1153, 1193, 1201, 1481, 1601, 1889, 2129, 2273, 2393, 2473, 3049, 3089, 3137, 3217, 3313, 3529, 3673, 3833, 4001, 4217, 4289, 4457, 4801, 4817, 4937, ...              | (sucesión A001134 en OEIS)                             |
| 5  | 251, 571, 971, 1181, 1811, 2011, 2381, 2411, 3221, 3251, 3301, 3821, 4211, 4861, 4931, 5021, 5381, 5861, 6221, 6571, 6581, 8461, 8501, 9091, 9461, 10061, 10211, 10781, 11251, 11701, 11941, 12541, ...                | (sucesión A001135 en OEIS)                             |
| 6  | 31, 223, 433, 439, 457, 727, 919, 1327, 1399, 1423, 1471, 1831, 1999, 2017, 2287, 2383, 2671, 2767, 2791, 2953, 3271, 3343, 3457, 3463, 3607, 3631, 3823, 3889, 4129, 4423, 4519, 4567, 4663, 4729, 4759, ...          | (sucesión A001136 en OEIS)                             |
| 7  | 1163, 1709, 2003, 3109, 3389, 3739, 5237, 5531, 5867, 7309, 9157, 9829, 10627, 10739, 11117, 11243, 11299, 11411, 11467, 13259, 18803, 20147, 20483, 21323, 21757, 27749, 27763, 29947, ...                            | (sucesión A152307 en OEIS)                             |
| 8  | 73, 89, 233, 937, 1217, 1249, 1289, 1433, 1553, 1609, 1721, 1913, 2441, 2969, 3257, 3449, 4049, 4201, 4273, 4297, 4409, 4481, 4993, 5081, 5297, 5689, 6089, 6449, 6481, 6689, 6857, 7121, 7529, 7993, ...              | (sucesión A152308 en OEIS)                             |
| 9  | 397, 7867, 10243, 10333, 12853, 13789, 14149, 14293, 14563, 15643, 17659, 18379, 18541, 21277, 21997, 23059, 23203, 26731, 27739, 29179, 29683, 31771, 34147, 35461, 35803, 36541, 37747, 39979, ...                   | (sucesión A152309 en OEIS)                             |
| 10 | 151, 241, 431, 641, 911, 3881, 4751, 4871, 5441, 5471, 5641, 5711, 6791, 6871, 8831, 9041, 9431, 10711, 12721, 13751, 14071, 14431, 14591, 15551, 16631, 16871, 17231, 17681, 17791, 18401, 19031, 19471, ...          | (sucesión A152310 en OEIS)                             |

## Números primos largos en varias bases
Artin también conjeturó que:
- Hay infinitos números primos largos en todas las bases excepto en las que son un cuadrado.
- Los números primos largos en todas las bases excepto en las que son potencias perfectas y los números cuyas partes libres de cuadrados son congruentes con 1 módulo 4 comprenden el 37,395...% de todos los números primos (véase (sucesión A085397 en OEIS))

| Base | Primos largos | Secuencia OEIS             |
| ---- | --- | -------------------------- |
| −30  | 7, 41, 61, 83, 89, 107, 109, 127, 139, 173, 193, 197, 211, 227, 239, 281, 293, 311, 317, 331, 347, 349, 359, ...     | (sucesión A105902 en OEIS) |
| −29  | 2, 17, 23, 41, 59, 71, 73, 83, 89, 97, 101, 103, 107, 113, 137, 139, 167, 179, 199, 223, 227, 229, 239, 269, ...     | (sucesión A105901 en OEIS) |
| −28  | 3, 5, 13, 17, 19, 31, 41, 47, 59, 73, 83, 89, 101, 103, 131, 139, 167, 173, 181, 227, 229, 251, 257, 269, 283, ...   | (sucesión A105900 en OEIS) |
| −27  | 2, 5, 11, 17, 23, 29, 47, 53, 59, 71, 83, 89, 101, 107, 113, 131, 137, 149, 167, 173, 179, 191, 197, 227, 233, ...   | (sucesión A105875 en OEIS) |
| −26  | 11, 23, 29, 41, 53, 59, 61, 67, 73, 79, 83, 89, 97, 101, 103, 127, 137, 157, 163, 173, 191, 193, 199, 227, 263, ...  | (sucesión A105898 en OEIS) |
| −25  | 2, 3, 7, 11, 19, 23, 43, 47, 59, 79, 83, 103, 107, 131, 139, 151, 167, 179, 223, 227, 239, 263, 283, 307, 311, ...   | (sucesión A105897 en OEIS) |
| −24  | 13, 17, 19, 37, 41, 43, 47, 71, 89, 109, 113, 137, 139, 157, 163, 167, 181, 191, 211, 229, 233, 257, 263, 277, ...   | (sucesión A105896 en OEIS) |
| −23  | 2, 5, 7, 17, 19, 43, 67, 83, 89, 97, 107, 113, 137, 149, 181, 191, 199, 227, 229, 251, 263, 281, 283, 293, 337, ...  | (sucesión A105895 en OEIS) |
| −22  | 3, 5, 17, 37, 41, 53, 59, 151, 167, 179, 193, 233, 251, 263, 269, 271, 281, 317, 337, 359, 379, 389, 397, 409, ...   | (sucesión A105894 en OEIS) |
| −21  | 2, 29, 47, 53, 59, 67, 83, 97, 113, 127, 131, 137, 149, 151, 157, 167, 181, 197, 227, 233, 251, 281, 311, 313, ...   | (sucesión A105893 en OEIS) |
| −20  | 11, 13, 17, 31, 37, 53, 59, 73, 79, 113, 131, 137, 139, 157, 173, 179, 191, 199, 211, 233, 239, 257, 271, 277, ...   | (sucesión A105892 en OEIS) |
| −19  | 2, 3, 13, 29, 31, 37, 41, 53, 59, 67, 71, 79, 89, 103, 107, 113, 167, 173, 179, 193, 223, 227, 257, 269, 281, ...    | (sucesión A105891 en OEIS) |
| −18  | 5, 7, 23, 29, 31, 37, 47, 53, 61, 71, 101, 103, 109, 127, 149, 151, 157, 167, 173, 181, 191, 197, 223, 239, ...      | (sucesión A105890 en OEIS) |
| −17  | 2, 5, 19, 37, 41, 43, 47, 59, 61, 67, 83, 97, 103, 113, 127, 151, 173, 179, 191, 193, 197, 233, 239, 251, 263, ...   | (sucesión A105889 en OEIS) |
| −16  | 3, 7, 11, 19, 23, 47, 59, 67, 71, 79, 83, 103, 107, 131, 139, 163, 167, 179, 191, 199, 211, 227, 239, 263, 271, ...  | (sucesión A105876 en OEIS) |
| −15  | 2, 11, 13, 29, 37, 41, 43, 59, 71, 73, 89, 97, 101, 103, 127, 131, 149, 157, 163, 179, 191, 193, 239, 251, 269, ...  | (sucesión A105887 en OEIS) |
| −14  | 11, 17, 29, 31, 43, 47, 53, 73, 89, 97, 107, 109, 149, 163, 167, 179, 199, 241, 257, 271, 277, 311, 313, 317, ...    | (sucesión A105886 en OEIS) |
| −13  | 2, 3, 5, 23, 37, 41, 43, 73, 79, 89, 97, 107, 109, 127, 131, 137, 139, 149, 179, 191, 197, 199, 241, 251, 263, ...   | (sucesión A105885 en OEIS) |
| −12  | 5, 17, 23, 41, 47, 53, 59, 71, 83, 101, 107, 113, 131, 137, 149, 167, 173, 179, 191, 197, 227, 239, 251, 257, ...    | (sucesión A105884 en OEIS) |
| −11  | 2, 7, 13, 17, 29, 41, 73, 79, 83, 101, 107, 109, 127, 131, 139, 149, 151, 167, 173, 197, 227, 233, 239, 263, ...     | (sucesión A105883 en OEIS) |
| −10  | 3, 17, 29, 31, 43, 61, 67, 71, 83, 97, 107, 109, 113, 149, 151, 163, 181, 191, 193, 199, 227, 229, 233, 257, ...     | (sucesión A007348 en OEIS) |
| −9   | 2, 7, 11, 19, 23, 31, 43, 47, 59, 71, 79, 83, 107, 127, 131, 139, 163, 167, 179, 191, 199, 211, 223, 227, 239, ...   | (sucesión A105881 en OEIS) |
| −8   | 5, 23, 29, 47, 53, 71, 101, 149, 167, 173, 191, 197, 239, 263, 269, 293, 311, 317, 359, 383, 389, 461, 479, ...      | (sucesión A105880 en OEIS) |
| −7   | 2, 3, 5, 13, 17, 31, 41, 47, 59, 61, 83, 89, 97, 101, 103, 131, 139, 167, 173, 199, 227, 229, 241, 251, 257, ...     | (sucesión A105879 en OEIS) |
| −6   | 13, 17, 19, 23, 41, 47, 61, 67, 71, 89, 109, 113, 137, 157, 167, 211, 229, 233, 257, 263, 277, 283, 331, 359, ...    | (sucesión A105878 en OEIS) |
| −5   | 2, 11, 17, 19, 37, 53, 59, 73, 79, 97, 113, 131, 137, 139, 151, 157, 173, 179, 193, 197, 233, 239, 257, 277, ...     | (sucesión A105877 en OEIS) |
| −4   | 3, 7, 11, 19, 23, 47, 59, 67, 71, 79, 83, 103, 107, 131, 139, 163, 167, 179, 191, 199, 211, 227, 239, 263, 271, ...  | (sucesión A105876 en OEIS) |
| −3   | 2, 5, 11, 17, 23, 29, 47, 53, 59, 71, 83, 89, 101, 107, 113, 131, 137, 149, 167, 173, 179, 191, 197, 227, 233, ...   | (sucesión A105875 en OEIS) |
| −2   | 5, 7, 13, 23, 29, 37, 47, 53, 61, 71, 79, 101, 103, 149, 167, 173, 181, 191, 197, 199, 239, 263, 269, 271, 293, ...  | (sucesión A105874 en OEIS) |
| 2    | 3, 5, 11, 13, 19, 29, 37, 53, 59, 61, 67, 83, 101, 107, 131, 139, 149, 163, 173, 179, 181, 197, 211, 227, 269, ...   | (sucesión A001122 en OEIS) |
| 3    | 2, 5, 7, 17, 19, 29, 31, 43, 53, 79, 89, 101, 113, 127, 137, 139, 149, 163, 173, 197, 199, 211, 223, 233, 257, ...   | (sucesión A019334 en OEIS) |
| 4    | (ninguno) |                            |
| 5    | 2, 3, 7, 17, 23, 37, 43, 47, 53, 73, 83, 97, 103, 107, 113, 137, 157, 167, 173, 193, 197, 223, 227, 233, 257, ...    | (sucesión A019335 en OEIS) |
| 6    | 11, 13, 17, 41, 59, 61, 79, 83, 89, 103, 107, 109, 113, 127, 131, 137, 151, 157, 179, 199, 223, 227, 229, 233, ...   | (sucesión A019336 en OEIS) |
| 7    | 2, 5, 11, 13, 17, 23, 41, 61, 67, 71, 79, 89, 97, 101, 107, 127, 151, 163, 173, 179, 211, 229, 239, 241, 257, ...    | (sucesión A019337 en OEIS) |
| 8    | 3, 5, 11, 29, 53, 59, 83, 101, 107, 131, 149, 173, 179, 197, 227, 269, 293, 317, 347, 389, 419, 443, 461, 467, ...   | (sucesión A019338 en OEIS) |
| 9    | 2 (no otros) |                            |
| 10   | 7, 17, 19, 23, 29, 47, 59, 61, 97, 109, 113, 131, 149, 167, 179, 181, 193, 223, 229, 233, 257, 263, 269, 313, ...    | (sucesión A001913 en OEIS) |
| 11   | 2, 3, 13, 17, 23, 29, 31, 41, 47, 59, 67, 71, 73, 101, 103, 109, 149, 163, 173, 179, 197, 223, 233, 251, 277, ...    | (sucesión A019339 en OEIS) |
| 12   | 5, 7, 17, 31, 41, 43, 53, 67, 101, 103, 113, 127, 137, 139, 149, 151, 163, 173, 197, 223, 257, 269, 281, 283, ...    | (sucesión A019340 en OEIS) |
| 13   | 2, 5, 11, 19, 31, 37, 41, 47, 59, 67, 71, 73, 83, 89, 97, 109, 137, 149, 151, 167, 197, 227, 239, 241, 281, 293, ... | (sucesión A019341 en OEIS) |
| 14   | 3, 17, 19, 23, 29, 53, 59, 73, 83, 89, 97, 109, 127, 131, 149, 151, 227, 239, 241, 251, 257, 263, 277, 283, 307, ... | (sucesión A019342 en OEIS) |
| 15   | 2, 13, 19, 23, 29, 37, 41, 47, 73, 83, 89, 97, 101, 107, 139, 149, 151, 157, 167, 193, 199, 227, 263, 269, 271, ...  | (sucesión A019343 en OEIS) |
| 16   | (ninguno) |                            |
| 17   | 2, 3, 5, 7, 11, 23, 31, 37, 41, 61, 97, 107, 113, 131, 139, 167, 173, 193, 197, 211, 227, 233, 269, 277, 283, ...    | (sucesión A019344 en OEIS) |
| 18   | 5, 11, 29, 37, 43, 53, 59, 61, 67, 83, 101, 107, 109, 139, 149, 157, 163, 173, 179, 181, 197, 227, 251, 269, ...     | (sucesión A019345 en OEIS) |
| 19   | 2, 7, 11, 13, 23, 29, 37, 41, 43, 47, 53, 83, 89, 113, 139, 163, 173, 191, 193, 239, 251, 257, 263, 269, 281, ...    | (sucesión A019346 en OEIS) |
| 20   | 3, 13, 17, 23, 37, 43, 47, 53, 67, 73, 83, 103, 107, 113, 137, 157, 163, 167, 173, 223, 227, 233, 257, 263, 277, ... | (sucesión A019347 en OEIS) |
| 21   | 2, 19, 23, 29, 31, 53, 71, 97, 103, 107, 113, 137, 139, 149, 157, 179, 181, 191, 197, 223, 233, 239, 263, 271, ...   | (sucesión A019348 en OEIS) |
| 22   | 5, 17, 19, 31, 37, 41, 47, 53, 71, 83, 107, 131, 139, 191, 193, 199, 211, 223, 227, 233, 269, 281, 283, 307, ...     | (sucesión A019349 en OEIS) |
| 23   | 2, 3, 5, 17, 47, 59, 89, 97, 113, 127, 131, 137, 149, 167, 179, 181, 223, 229, 281, 293, 307, 311, 337, 347, ...     | (sucesión A019350 en OEIS) |
| 24   | 7, 11, 13, 17, 31, 37, 41, 59, 83, 89, 107, 109, 113, 137, 157, 179, 181, 223, 227, 229, 233, 251, 257, 277, ...     | (sucesión A019351 en OEIS) |
| 25   | 2 (no otros) |                            |
| 26   | 3, 7, 29, 41, 43, 47, 53, 61, 73, 89, 97, 101, 107, 131, 137, 139, 157, 167, 173, 179, 193, 239, 251, 269, 271, ...  | (sucesión A019352 en OEIS) |
| 27   | 2, 5, 17, 29, 53, 89, 101, 113, 137, 149, 173, 197, 233, 257, 269, 281, 293, 317, 353, 389, 401, 449, 461, 509, ...  | (sucesión A019353 en OEIS) |
| 28   | 5, 11, 13, 17, 23, 41, 43, 67, 71, 73, 79, 89, 101, 107, 173, 179, 181, 191, 229, 257, 263, 269, 293, 313, 331, ...  | (sucesión A019354 en OEIS) |
| 29   | 2, 3, 11, 17, 19, 41, 43, 47, 73, 79, 89, 97, 101, 113, 127, 131, 137, 163, 191, 211, 229, 251, 263, 269, 293, ...   | (sucesión A019355 en OEIS) |
| 30   | 11, 23, 41, 43, 47, 59, 61, 79, 89, 109, 131, 151, 167, 173, 179, 193, 197, 199, 251, 263, 281, 293, 307, 317, ...   | (sucesión A019356 en OEIS) |

Los primos largos más pequeños en base n son:
2, 3, 2, 0, 2, 11, 2, 3, 2, 7, 2, 5, 2, 3, 2, 0, 2, 5, 2, 3, 2, 5, 2, 7, 2, 3, 2, 5, 2, 11, 2, 3, 2, 19, 2, 0, 2, 3, 2, 7, 2, 5, 2, 3, 2, 11, 2, 5, 2, 3, 2, 5, 2, 7, 2, 3, 2, 5, 2, 19, 2, 3, 2, 0, 2, 7, 2, 3, 2, 19, 2, 5, 2, 3, 2, 13, 2, 5, 2, 3, 2, 5, 2, 11, 2, 3, 2, 5, 2, 11, 2, 3, 2, 7, 2, 7, 2, 3, 2, 0, ... (sucesión A056619 en OEIS)